# Ernesto Enkerlin
Ernesto Christian Enkerlin Hoeflich (Monterrey, Nuevo León, México, 14 de diciembre de 1958) es un conservacionista, ambientalista, líder de opinión, vitivinicultor e investigador mexicano. Trabaja en protección, manejo y restauración de la biodiversidad, y es especialista en ecología de psitácidos, política y gestión ambiental y sostenibilidad. Presidió la Comisión Nacional de Áreas Protegidas (CONANP) de México entre 2001 y 2010 llevándola a niveles de excelencia. En 2005 fue reconocido con el Premio Sultan Qaboos de Conservación Ambiental por la UNESCO y con uno de los Premios por Servicios Distinguidos por la Society for Conservation Biology en 2009. La Unión Internacional para la Conservación de la Naturaleza (UICN) distinguió a Enkerlin en 2008 con uno de los Premios Packard y en 2009 con el Reconocimiento Kenton Miller por Innovación en la Conservación de Áreas Protegidas.
Ernesto Enkerlin es ingeniero agrónomo zootecnista por el Instituto Tecnológico y de Estudios Superiores de Monterrey (ITESM, 1980) y cuenta con un doctorado en Ciencias de Vida Silvestre y Acuícola en Texas A&M University, College Station, Texas (1995). Ha trabajado como profesor investigador en el Centro de Calidad Ambiental (ITESM) y como científico investigador adjunto para el Centro para la Investigación Ambiental y Conservación del Earth Institute en la Universidad de Columbia, en los Estados Unidos de América.
Como conservacionista, Ernesto Enkerlin ha trabajado para Organizaciones de la Sociedad Civil y fue cofundador de Amigos de la Naturaleza y Pronatura Noreste antes de unirse a la Comisión Nacional de Áreas Naturales Protegidas por designación del Presidente de México. Durante su gestión, México incrementó sus áreas protegidas en casi un 50%, agregando más de 8 millones de hectáreas en diferentes categorías de áreas protegidas. La CONANP incorporó 26 sitios nuevos a la Red Mundial de Reservas de la Biosfera y fue reconocida por incorporar más de 125 humedales de importancia internacional bajo la Convenio de Ramsar. Adicionalmente, México incluyó Islas y Áreas Protegidas del Mar de Cortés (2005), y Santuarios en la Reserva de la biosfera de la Mariposa Monarca (2009) como sitios naturales bajo la Convención del Patrimonio de la Humanidad de la UNESCO.
Hasta recientemente, Ernesto Enkerlin fue director del Legado para la Sostenibilidad, Instituto Tecnológico y de Estudios Superiores de Monterrey, Presidente de la Comisión Mundial de Áreas Protegidas, Unión Internacional para la Conservación de la Naturaleza, (WCPA-IUCN) y Presidente Científico de Pronatura. También es miembro de los consejos del Instituto Global para la Sostenibilidad (ITESM) y la Fundación Coca-Cola. A partir de 2016 es Profesor Emérito en Ecología y Sostenibilidad del Tecnológico de Monterrey dedicando un esfuerzo significativo a la producción sostenible de vinos en el viñedo y bodega familiar localizada en Parras, Coahuila.